# Mastigodryas
Mastigodryas is een geslacht van slangen uit de familie toornslangachtigen (Colubridae) en de onderfamilie Colubrinae.

## Naam en indeling
De wetenschappelijke naam van de groep werd voor het eerst voorgesteld door Afrânio Pompílio Gastos do Amaral in 1935.
Er zijn dertien soorten, inclusief de pas in 2011 voor het eerst wetenschappelijk beschreven soort Mastigodryas moratoi.

## Levenswijze
De verschillende soorten zijn bodembewonend en overdag actief. De slangen leven van reptielen zoals hagedissen en andere slangen, zoogdieren en vogels en hun eieren. Jonge dieren eten vaak insecten. Van de soort Mastigodryas melanolomus is bekend dat vooral anolissen worden buitgemaakt.

## Verspreiding en habitat
De slangen komen voor in delen van Midden- en Zuid-Amerika en leven in de landen Colombia, Venezuela, Bolivia, Brazilië, Trinidad, Frans-Guyana, Guyana, Peru, Nicaragua, Honduras, Panama, Costa Rica, Mexico, El Salvador, Guatemala, Ecuador en Belize.
De habitat bestaat uit zowel vochtige als drogere tropische en subtropische bossen. De slangen komen voor van laaglanden tot bergstreken. Ook in door de mens aangepaste streken zoals weilanden, plantages als landelijke tuinen kunnen de dieren worden aangetroffen.

## Beschermingsstatus
Door de internationale natuurbeschermingsorganisatie IUCN is aan twaalf soorten een beschermingsstatus toegewezen. Tien soorten worden beschouwd als 'veilig' (Least Concern of LC), een soort als 'kwetsbaar' (Vulnerable of VU) en een soort als 'gevoelig' (Near Threatened of NT).

## Soorten
Het geslacht omvat de volgende soorten, met de auteur en het verspreidingsgebied.
| Naam                     | Auteur                          | Verspreidingsgebied                                                          |
| ------------------------ | ------------------------------- | ---------------------------------------------------------------------------- |
| Mastigodryas alternatus  | Bocourt, 1884                   | Nicaragua, Honduras, Panama, Costa Rica, Colombia                            |
| Mastigodryas amarali     | Stuart, 1938                    | Trinidad, Tobago, Venezuela                                                  |
| Mastigodryas boddaerti   | Sentzen, 1796                   | Colombia, Venezuela, Bolivia, Brazilië, Trinidad, Frans Guyana, Guyana, Peru |
| Mastigodryas bruesi      | Barbour, 1914                   | St. Vincent, Grenadines, Grenada                                             |
| Mastigodryas cliftoni    | Hardy, 1964                     | Mexico                                                                       |
| Mastigodryas danieli     | Amaral, 1935                    | Colombia                                                                     |
| Mastigodryas dorsalis    | Bocourt, 1890                   | Guatemala, Honduras, Nicaragua, El Salvador                                  |
| Mastigodryas heathii     | Cope, 1875                      | Peru, Ecuador                                                                |
| Mastigodryas melanolomus | Cope, 1868                      | Mexico, Guatemala, Honduras, Belize, El Salvador, Nicaragua, Costa Rica      |
| Mastigodryas moratoi     | Montingelli & Zaher, 2011       | Brazilië, Guyana                                                             |
| Mastigodryas pleii       | Duméril, Bibron & Duméril, 1854 | Panama, Colombia, Venezuela, Brazilië                                        |
| Mastigodryas pulchriceps | Cope, 1868                      | Ecuador, Colombia, Peru                                                      |
| Mastigodryas reticulatus | Peters, 1863                    | Peru, Ecuador                                                                |